# 縞枯れ現象

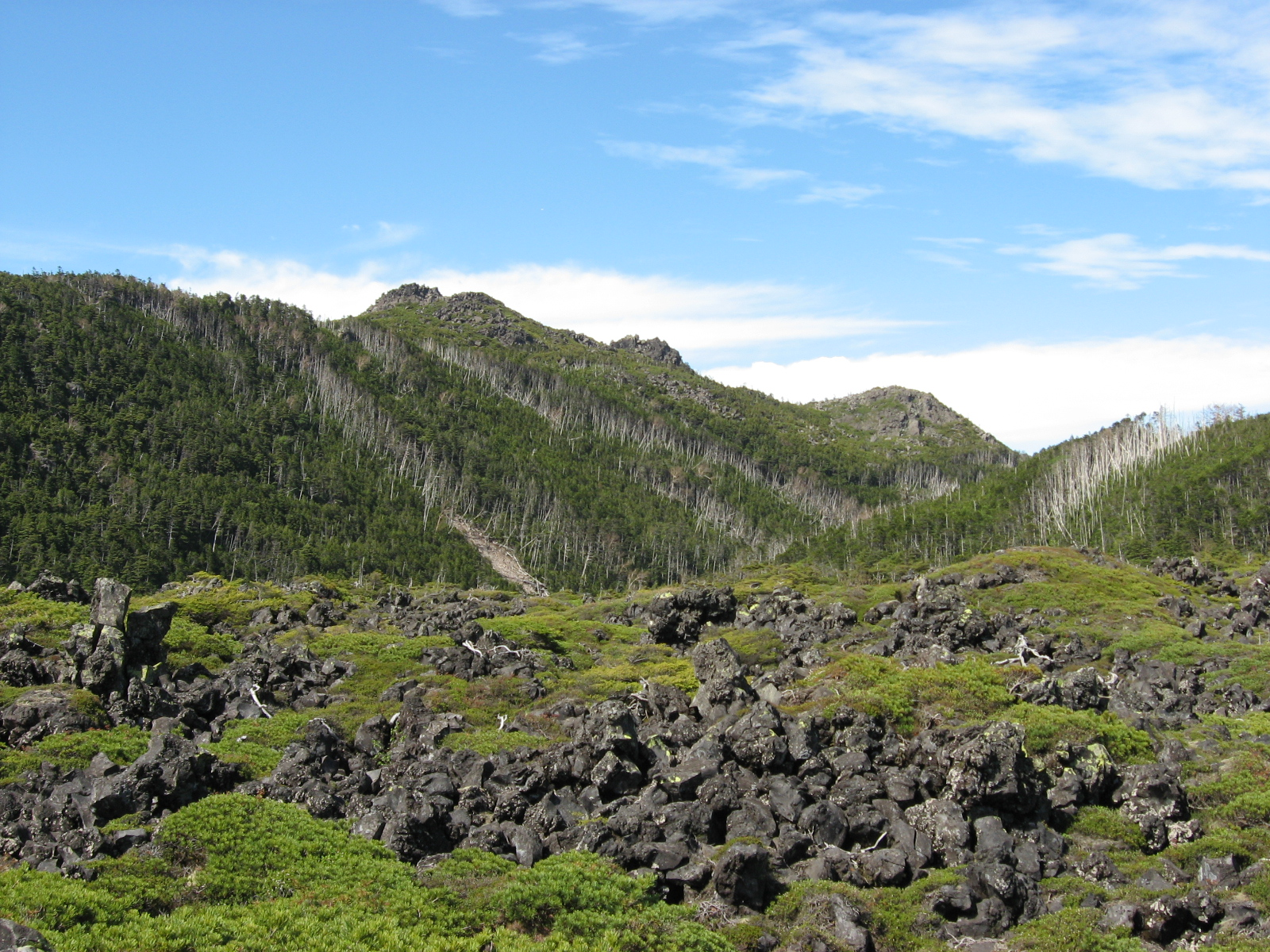
北横岳における縞枯れ現象

縞枯れ現象（しまがれげんしょう）は、亜高山帯の針葉樹である、シラビソ、オオシラビソの優占林に限って見られる現象。木々が立ち枯れたり、倒れたりすることにより、遠くから見ると縞状の模様が見られる。
山の自浄作用とも木々の世代交代や天然更新とも考えられている。大規模な縞枯れは蓼科山や縞枯山などで見られる。wave-regenerationと呼ばれる。

## 概要

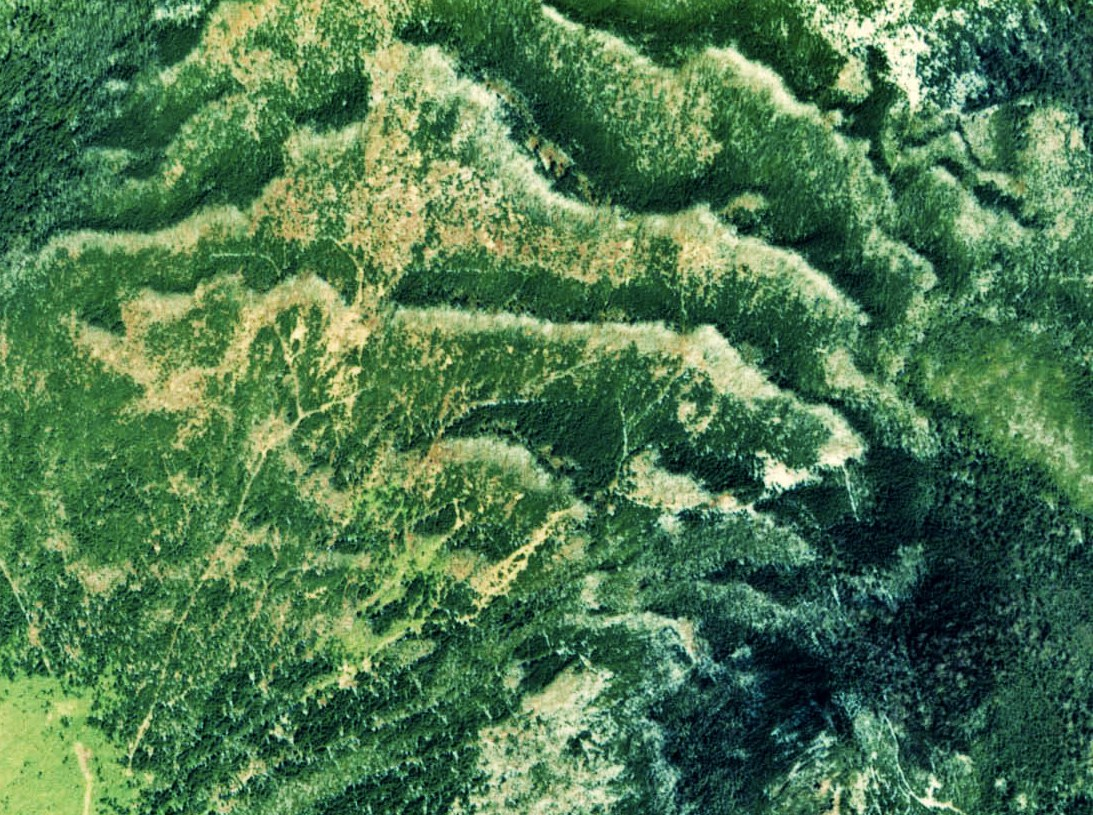
縞枯山南側斜面の空中写真。縞枯れ現象の様子が分かる。（1976年撮影）

縞枯れ現象は日本において、シラビソ、オオシラビソ優占林に限って出現する。これらの樹林帯の一部分が帯状に枯れると、白い縞模様ができる。その枯れた樹木の下では、すでに幼樹が育ってきているのだが、それと同時にまたその山林の上部で縞枯れがおこるため、縞模様が上昇していく。古くから研究者や登山者の興味を引いてきた。林学、植物生態学、地理学など様々な分野の研究者が研究をしてきた。

## 縞枯れ現象の分布
縞枯れ現象は、規模の大小があるものの、主な発生地域を山系で挙げると、八甲田山系、吾妻山系、奥日光山系、八ヶ岳山系、奥秩父山系、赤石山系、木曾山系、大峰山系となる。大規模な発達は中部地域と大峰山系で見られ、東北地方においては小規模のものしか見られない。
もちろん縞枯れ現象は日本のみに見られる現象ではない。アメリカ合衆国では北東部のバルサムモミの森林において縞枯れ現象が報告されている。

## 縞枯れ現象発生のメカニズム

### 縞枯れの起こる原因
縞枯れ現象の発生に関して、様々な原因が考えられているが、いまだはっきりとした原因の特定には至っていない。

#### 風の影響を主な要因とする説
卓越風などにより幹や根が傷つき倒れる。また、葉が飛び夏の時期に光合成が十分にできず枯死する。そこから、縞枯れがスタートする。この学説を支えているのは、南斜面に吹く強風の存在なのである。台風もその一例としてあげられる。伊勢湾台風などはその最たる例とされている。しかし、速度に関する問題を除き、台風と縞枯れ現象はあまり関係がないと近年では言われるようになってきた。台風の激しい風による倒木では根返りを起こすため、林床が荒れるのだが、それにより、幼樹も被害を受けるため、成長が遅れてしまう。すると、他の適応力の強い種類の樹木が優勢となり、樹林を構成していく。つまり縞枯れは起こらないのである。

#### 土壌条件を主な要因とする説
風の影響に加え、近年注目されているのが土壌条件である。強風は全国的にどの地域でも吹くが、縞枯れは全国どこでも見られる訳ではないという点から、この学説は始まった。縞枯れが見られる山の共通の特徴は、林床が岩塊斜面となっていることである。岩が点在しているため、土壌に乏しく樹木は深くまで根をはることができない。
強風等の影響で根が切られ、水分・養分が吸収できず枯れていくが、岩塊斜面は土地としては安定しているので、すぐには倒れずに立ち枯れを起こす。そして、上述したような縞枯れの経緯をたどっていく。

#### その他の要因
その他の要因として考えられるものが、雨氷の存在である。雨氷が発生し枝葉に付着すると、その重さにより樹木は折れたり、倒れたりする。すると、その林冠にギャップができ、縞枯れ現象が起こり始める。

### 縞枯れが上昇する理由
(1)強風等の何らかの理由により、斜面の下方にある樹木が枯れると、その上方にある樹木には日光が多く当たるようになる。さらに風が吹き込むため、土壌が乾燥し、樹木の生育環境を悪化させる。そして、その上方の樹林帯が枯れ始める。
(2)枯れた樹木の下では、すでに幼樹が多数育っており、成木へと成長するために十分な太陽光が当たる。時間の経過とともに、枯れた部分に成木が育ち、緑の景観が戻る。
(1)と(2)が繰り返されるため、枯れた部分が拡大するのでなく、山頂部へと上昇していくのである。よって、枯れた部分が、一定の幅を持った縞のように見えるのである。
枯れて白くなった部分には、立ったまま枯れる樹木も、倒れた樹木もある。

### 縞枯れ上昇の速度
縞枯山の場合、縞枯れの上昇する速度は平均して年に約1.7メートルという結果も出ている。しかし、台風の強風の方向と縞枯れの出現斜面が一致する場合は、移動速度が大きくなると考えられている。また、南向きの斜面に縞枯れがあまり見られないような東北では、日照量が減り、移動速度が小さくなると考えられている。それが、東北地方には大規模な縞枯れが見られない理由の一つである。

### 縞枯れ現象の出現する斜面と高度
主に大規模な縞枯れを形成する斜面は南向きである。しかし、あまり多くはないものの、東西斜面はもちろん北斜面にまで存在する場合がある。この事から必ずしも縞枯れの形成には斜面が関係してくるのではないと考えられる。ただ、これらの東、西、北向き斜面の縞枯れの規模は小さい。
縞枯れは、森林限界があれば、その直下付近で、森林限界がなければ山頂付近で見られる。そして、主に縞枯れが出現するのは山頂高度が2300m～2700mで、森林限界が2500m～2700mである山岳に集中していて、それ以上・以下ではあまり発達しない。それは、山頂高度と森林限界が縞枯れ現象の出現高度に深くかかわっているということである。つまり、森林限界付近ではシラビソなどが単純に森林を構成する。同時に山頂付近でもあるので風が強く水分が乏しいなどの過酷な環境である。この二つの要素が縞枯れの出現高度を決定する条件になるといえる。